# Antologiile Gardner Dozois

Volumul 3

The Year's Best Science Fiction- Antologiile Gardner Dozois a fost o serie de antologii de literatură științifico-fantastică publicate de Editura Nemira în Colecția Nautilus. Fiecare volum este o traducere a unei antologii The Year's Best Science Fiction  (sau a unei jumătăți de volum) care au fost editate de antologatorul american Gardner Dozois.
Volumul 1 publicat în noiembrie 2007 de Nemira conține de fapt o partea a volumului 23 original, iar volumul 2 publicat de Nemira conține de fapt partea a doua a volumului 23 original (The Year's Best Science Fiction: Twenty-Third Annual Collection).
Ultimul număr publicat, volumul 8 a apărut la Nemira la 14 aprilie 2014 cu povestiri traduse de Alexandra Voicu, Alina Bilciurescu, Cătălin Constantinescu, Maria Drăguț, Oana Chițu.

## The Year's Best Science Fiction (vol. 1)
A apărut în noiembrie 2007 (ISBN 978-973-143-056-0) și cuprinde texte din cea de-a 23-a colectie anuala a The Year’s Best Science Fiction, din 2006, The Year's Best Science Fiction: Twenty-Third Annual Collection.
Volumul 1 conține următoarele povestiri  care au fost traduse de Gabriel Stoian, Mihai-Dan Pavelescu, Roxana Brînceanu, Antuza Genescu, Ana-Veronica Mircea, Alexandru Maniu:
- „Mica zeiță”  de Ian McDonald (traducere a „The Little Goddess” din 2005)
- „Dincolo de falia Aquila”  de Alastair Reynolds (traducere a „Beyond the Aquila Rift” din  2005)
- „Vara triceratropșilor”  de Michael Swanwick (traducere a „Triceratops Summer 2005)
- „Camuflaj”  de Robert Reed (traducere a „Camouflage” din  2005)
- „O speță de concordie”  de Ken MacLeod (traducere a „A Case of Consilience” din  2005)
- „Planul lui Blemmye”  de Bruce Sterling (traducere a „The Blemmye's Strategem” din  2005)
- „În zona de seism”  de David Gerrold (traducere a „In the Quake Zone” din  2005)
- „Copiii timpului”  de Stephen Baxter (traducere a „The Children of Time” din  2005)
- „Companionii”  de Vonda N. McIntyre (traducere a „Little Faces” din  2005)
- „Valul”  de Gene Wolfe (traducere a „Comber” din  2005)
- „Blând grăia măcărețul”  de Neal Asher (traducere a „Softly Spoke the Gabbleduck” din  2005)
- „Înger de lumină”  de Joe Haldeman (traducere a „Angel of Light” din  2005)
- „Foc”  de James Patrick Kelly (traducere a „Burn” din  2005)

## The Year's Best Science Fiction (vol. 2)
A apărut în ianuarie 2008 (ISBN 978-973-143-072-0).
Volumul 2 conține următoarele povestiri care au fost traduse de :
- „Omul-calorie” de Paolo Bacigalupi (traducere a „The Calorie Man” din 2005)
- „Punct de sprijin” de Gwyneth Jones (traducere a „The Fulcrum” din 2005)
- „Deus ex homine” de Hannu Rajaniemi (traducere a „Deus Ex Homine” din 2005)
- „Canadianul aproape reîntors din stele” de Jay Lake și Ruth Nestvold (traducere a „The Canadian Who Came Almost All the Way Home from the Stars” din 2005)
- „Bomba cu mecanism atomic” de Dominic Green (traducere a „The Clockwork Atom Bomb” din 2005)
- „Amba” de William Sanders (traducere a „Amba” din 2005)
- „Muntele de aur” de Chris Roberson (traducere a „Gold Mountain” din 2005)
- „Albastru de zima” de Alastair Reynolds (traducere a „Zima Blue” din 2005)
- „Motorul de căutare” de Mary Rosenblum (traducere a „Search Engine” din 2005)
- „Efemerida” de Derryl Murphy și Peter Watts (traducere a „Mayfly” din 2005)
- „Piccadilly Circus” de Chris Beckett (traducere a „Piccadilly Circus” din 2005)
- „La Malcontenta” de Liz Williams (traducere a „La Malcontenta” din 2005)
- „Persoana a doua, timpul prezent” de Daryl Gregory (traducere a „Second Person, Present Tense” din 2005)
- „Marele Caruso” de Steven Popkes (traducere a „The Great Caruso” din 2005)
- „Audubon în Atlantida” de Harry Turtledove (traducere a „Audubon in Atlantis” din 2005)
- „Planeta amazoanelor” de David Moles (traducere a „Planet of the Amazon Women” din 2005)
- „Vise și trenuri” de Elizabeth Bear (traducere a „Two Dreams on Trains” din 2005)

## The Year's Best Science Fiction (vol. 3)
A apărut în mai 2008 (ISBN 978-973-143-175-8). Reprezintă prima parte a ediției originale #22, apărută în 2005 (The Year's Best Science Fiction: Twenty-Second Annual Collection), conține 15 autori, o parte dintre ei regăsindu-se și în primele două volume.
Volumul 3 conține următoarele povestiri care au fost traduse de Silviu Genescu, Roxana Brînceanu, Laura Bocancios, Gabriel Stoian, Antuza Genescu, Ana-Veronica Mircea:
- Pat Murphy - „Vorbeam din adâncuri” (Inappropriate Behavior)
- Benjamin Rosenbaum - „Pornirea ceasului” (Start the Clock)
- David Moles - „A treia tabără” (The Third Party)
- Christopher Rowe - „Statul voluntar” (The Voluntary State)
- Nancy Kress - „Un zeu din umbră” (Shiva in Shadow)
- Paolo Bacigalupi - „Oameni de nisip și zgură” (The People of Sand and Slag)
- Michael Francis Flynn - „Când Dumnezeu a bătut din palme” (The Clapping Hands of God)
- Michael John Harrison - „Turism” (Tourism)
- Terry Bisson - „Pe cuvânt de cercetaș” (Scout's Honor)
- James Patrick Kelly - „Bărbații înseamnă necaz” (Men Are Trouble)
- Kage Baker - „Mama Egipt” (Mother Aegypt)
- Vernor Vinge - „Serendipitate sintetică” (Synthetic Serendipity)[12]
- Mary Rosenblum - „Mulțumesc, doctore” (Skin Deep)
- Vandana Singh - „Delhi” (Delhi)
- Brendan DuBois - „Steaua căzătoare” (Falling Star)

## The Year's Best Science Fiction (vol. 4)
A apărut în 2008 (ISBN 978-973-143-221-2).
Reprezintă a doua parte a ediției originale #22, apărută în 2005 (The Year's Best Science Fiction: Twenty-Second Annual Collection), conține 13 autori.
Volumul 4 conține următoarele povestiri care au fost traduse de Silviu Genescu, Mihai-Dan Pavelescu,  Ana-Veronica Mircea etc:
- Albert E. Cowdrey - „Triburile de pe Bela” (The Tribes of Bela)
- William Sanders - „Sitka” (Sitka)
- Daniel Abraham - „Iar Leviathanul plânse” (Leviathan Wept)
- Colin P. Davies - „Luptătorii” (The Defenders)
- Stephen Baxter - „Mayflower II” (Mayflower II)
- Caitlin Rebekah Kiernan - „Călărind bivolul alb” (Riding the White Bull)
- Robert Reed - „Dragonii din vâlceaua însorită” (The Dragons of Summer Gulch)
- James L. Cambias - „Oceanul orbilor” (The Ocean of the Blind)
- Eleanor Arnason - „Grădina. O idilă science fiction HWARHATH” (The Garden: A Hwarhath Science Fictional Romance)
- Peter F. Hamilton - „Alegere profitabilă” (Footvote)
- Paul Di Filippo - „Sisif și străinul” (Sisyphus and the Stranger)
- Paul Melko - „Triptic cu mine și cu ea” (Ten Sigmas)
- Walter Jon Williams - „Investiții” (Investments)

## The Year's Best Science Fiction (vol. 5)
A apărut în ianuarie 2010 (ISBN 978-606-8134-04-8).
Volumul 5 conține următoarele povestiri (parte din The Year's Best Science Fiction: Twenty-Fourth Annual Collection din 2007) care au fost traduse de Silviu Genescu, Roxana Brînceanu, Mihai-Dan Pavelescu, Antuza Genescu, Ana-Veronica Mircea, Adriana Moșoiu:
- Cory Doctorow - „Eu, Robo-Barca” (I, Row-Boat)
- Robert Charles Wilson - „Julian: O poveste de Crăciun” (Julian: A Christmas Story)
- Ian McDonald - „Soția Djinului” (The Djinn's Wife)
- Michael Swanwick - „Mlaștina de cositor” (Tin Marsh)
- Benjamin Rosenbaum - „Casa de dincolo de cerul vostru” (The House Beyond Your Sky)
- Kage Baker - „Acolo unde cresc merele aurii” (Where the Golden Apples Grow)
- Bruce McAllister - „Înrudire” (Kin)
- Alastair Reynolds - „Zgomot de fond” (Signal to Noise)
- Jay Lake & Ruth Nestvold - „Abisul de gheață” (The Big Ice)
- Gregory Benford - „Front de șoc” (Bow Shock)
- Justin Stanchfield - „În râu” (In the River)
- Walter Jon Williams - „Ziua Întrupării” (Incarnation Day)
- Greg van Eekhout - „Cât de departe poți merge” (Far As You Can Go)
- Robert Reed - „Muntele cel bun” (Good Mountain)

## The Year's Best Science Fiction (vol. 6)
A apărut la 30 ianuarie 2011 (ISBN 978-606-579-124-4).
Volumul 6 conține următoarele povestiri (parte din The Year's Best Science Fiction: Twenty-Fourth Annual Collection)  care au fost traduse de :
- David D. Levine - „Mângâi labele tatălui meu” (I Hold My Father's Paws)
- Paul J. McAuley - „Morții umblă” (Dead Men Walking)
- Mary Rosenblum - „Filme de amatori” (Home Movies)
- Daryl Gregory - „Damasc” (Damascus)
- Jack Skillingstead - „Viață la păstrare” (Life on the Preservation)
- Paolo Bacigalupi - „Omul cu cartela galbenă” (Yellow Card Man)
- Greg Egan - „Călărind crocodilul” (Riding the Crocodile)
- Elizabeth Bear & Sarah Monette - „Insula câinilor” (The Ile of Dogges)
- Ken MacLeod - „Oamenii autostrăzii” (The Highway Men)
- Stephen Baxter - „Misterul din Pacific” (The Pacific Mystery)
- Carolyn Ives Gilman - „Okanoggan Falls” (Okanoggan Falls)
- John Barnes - „Contur” (Every Hole Is Outlined)
- A. M. Dellamonica - „Orașul de la Marea Urgiei” (The Town on Blighted Sea)
- Alastair Reynolds - „Privighetoarea” (Nightingale)

## The Year's Best Science Fiction (vol. 7)
A apărut la 21 martie 2013 (ISBN 978-606-579-450-4).
Volumul 7 conține următoarele povestiri (din The Year's Best Science Fiction: Twenty-Eighth Annual Collection din 2011) care au fost traduse de Alexandra Voicu, Cătălin Constantinescu, Maria Drăguț, Marian Truță, Oana Chițu:
- Robert Reed - „O istorie a terraformării” (A History of Terraforming)
- Lavie Tidhar - „Încâlcirea spontană a unei sfori agitate” (The Spontaneous Knotting of an Agitated String)
- Allen M. Steele - „Împăratul de pe Marte” (The Emperor of Mars)
- Peter Watts - „Creaturile” (The Things)
- Geoffrey A. Landis - „Sultanul norilor” (The Sultan of the Clouds)
- Kage Baker - „Cărțile” (The Books)
- Ian R. MacLeod - „Croazieră pe Styx” (Re-Crossing the Styx)
- Tad Williams - „...Și voi, Arhangheli ai Iertării” (And Ministers of Grace)
- Eleanor Arnason - „Mamuții din marile câmpii” (Mammoths of the Great Plains)
- Joe Haldeman - „Câini adormiți” (Sleeping Dogs)
- Steven Popkes - „Fiul lui Jackie” (Jackie's Boy)
- Nina Allan - „Sa zbori spre Dumnezeu” (Flying in the Face of God)
- Cory Doctorow - „Puișorul” (Chicken Little)
- Yoon Ha Lee - „Floarea, mila, acul, lanțul” (Flower, Mercy, Needle, Chain)

## The Year's Best Science Fiction (vol. 8)
A apărut la 14 aprilie  2014 (ISBN 978-606-579-454-2).
Volumul 8 conține următoarele povestiri (din The Year's Best Science Fiction: Twenty-Eighth Annual Collection) care au fost traduse de Oana Chițu, Maria Drăguț, Cătălin Constantinescu, Alina Bilciurescu, Alexandra Voicu:
- Stephen Baxter - „Întoarcerea pe Titan” (Return to Titan)
- Damien Broderick - „Sub lunile lui Venus” (Under the Moons of Venus)
- Naomi Novik - „Șapte ani departe de casă” (Seven Years from Home)
- Chris Beckett - „Mantia de păun” (The Peacock Cloak)
- Carrie Vaughn - „Amaryllis” (Amaryllis)
- David Moles - „Șapte orașe de aur” (Seven Cities of Gold)
- Rachel Swirsky - „Iar și iar și iar” ()
- Hannu Rajaniemi - „Elegie pentru un tânăr elan” (Elegy for a Young Elk)
- Michael Swanwick - „Rusia libertară” (Libertarian Russia)
- Lavie Tidhar - „Trenul de noapte” (The Night Train)
- Brenda Cooper - „Marea trecere a tatălui meu” (My Father's Singularity)
- Jay Lake și Ken Scholes - „Mecanicul navei” (The Starship Mechanic)
- Alastair Reynolds - „Sleepover” (Sleepover)
- Pat Cadigan - „Gustul nopții” (The Taste of Night)
- Alexander Jablokov - „Dansul felinei oarbe” (Blind Cat Dance)
- Aliette de Bodard - „Făuritoarea de nave” (The Shipmaker)
- Ted Kosmatka - „Căderea” (In-Fall)
- Jim Hawkins - „Chimbwi” (Chimbwi)
- Robert Reed - „Fuga mortului” (Dead Man's Run)

## Legături externe
- [nefuncțională]
 [nefuncțională]
 [nefuncțională]
 [nefuncțională]
 [nefuncțională]

## Vezi și
- Lista volumelor publicate în Colecția Nautilus
- The Year's Best Fantasy & Horror